# Bonvesino de la Riva
Bonvesin, Bonvesino o Buonvicino della Riva o de la Riva, latinizado como Bonvicinus de Ripa (Milán, ~1240-1315), fue un poeta neolatino lombardo, miembro de la tercera Orden de los Humillados considerado el escritor lombardo más importante del siglo XIII.

## Biografía
Su familia era originaria de Porta Ticinese donde en 1290 se instaló en una habitación y enseñó gramática en una escuela. 
En 1288, Bonvesin della Riva escribió De magnalibus urbis Mediolani, obra escrita en el reino milanés gobernado por la familia Visconti y donde se relatan varias anécdotas y curiosidades. El manuscrito se perdió, pero más tarde se encontró en la Biblioteca Nacional de Madrid en 1898 bastante deteriorado. 
Además escribió Disputatio mensium, una representación alegórica de la vida milanesa de la época, y otras obras como Contrastes y otros escrito en dialecto lombardo occidental. Sus obras versan sobre temas morales y son todas de naturaleza religiosa. La más importante es sin duda su Libro delle Tre Scritture, donde hace un recorrido que anticipa el de Dante Alighieri en su Divina Comedia.

## Obras
- Disputatio mensium
- De Sathana cum Virgine;
- De peccatore cum Virgine;
- De anima cum corpore;
- Disputatio rosae cum viola;
- Disputatio musce cum formica
- Libro delle Tre Scritture;
- De falsis excusationibus;
- De vanitatibus
- De quindecim miraculis;
- De die iudicii;
- De vita scholastica;
- Laudes de Virgine Maria;
- Rationes quare Virgo tenetur diligere peccatores;
- Vulgare de elymosinis;
- Vulgare de passione Sancti Iob;
- Vita Beati Alexii;
- De quinquaginta curialitatibus ad mensam;
- Expositiones Catonis.